# 迪金森縣 (愛阿華州)
迪金森縣（英語：Dickinson County）是位於美国艾奧瓦州西北部的一个縣，面積1,046平方公里，根據2020年美國人口普查數字，共有人口17,703人。縣治斯皮里特湖（Spirit Lake）。該縣成立於1857年。縣名紀念代表纽约州的聯邦參議員丹尼爾·史蒂文斯·迪金森。